# Cerynea falcigera
Cerynea falcigera är en fjärilsart som beskrevs av Emilio Berio 1959. Cerynea falcigera ingår i släktet Cerynea och familjen nattflyn. Inga underarter finns listade i Catalogue of Life.